# Mit dem Kopf durch die Wand (Erzählung)
Mit dem Kopf durch die Wand ist eine erstmals 1959 veröffentlichte Erzählung von Wolfgang Weyrauch.

## Inhalt
Die alleinstehende und stark kurzsichtige Erzählerin betreibt einen Schreibwarenladen, der ihr einziger Lebensinhalt ist. Eines Tages verbarrikadiert sie sich, von Verfolgungswahn getrieben, in ihrer Wohnung. Aus dem anschließenden inneren Monolog zeigt sich, dass ihre Eltern im Holocaust umkamen und sie nur überlebte, weil ein Wachmann, der das kleine Mädchen mit einem Birkenstamm erschlagen wollte, nicht genau traf. Noch nach Jahren spürte sie die Distanz ihrer Umgebung, zumal auch Kinder, offenbar von den Eltern angestiftet, sie belästigten. 
An ihrem Geburtstag ging die einsame Frau spazieren und sprach mit mehreren Menschen über die Judenverfolgung im Dritten Reich. Nach vielen verständnisvollen Reaktionen deutete ihr aber ein Mann an, dass er selbst daran beteiligt war und für sie nur Ablehnung empfindet. Die Frau glaubte, ihre früheren Peiniger wieder um sich zu sehen, und lief nach Hause, womit der Erzählverlauf in die Gegenwart zurückkehrt.
In ihrer Panik schreibt sie nun mehrere motivierende Sätze an die Wand und möchte selbige gern durchdringen, glaubt aber zugleich, einen Pfeil auf sich zufliegen zu sehen. Auf der Wand erblickt sie plötzlich einen nicht von ihr geschriebenen Satz, in dem der Pfeil zum Angriff aufgefordert wird.

## Veröffentlichungen
Das Werk war Teil des Erzählbandes Mein Schiff, das heißt Taifun, der 1959 im Walter Verlag erschien. Volk und Welt gab die Geschichte in dem Sammelband Erkundungen in der DDR heraus.